# AHORA (álbum de Green Valley)
AHORA es el quinto disco de la banda española de reggae y dancehall Green Valley
Este es el disco más fiestero de la banda, con fusiones de reggae con el dancehall, hip hop y el ska. Es grabado por Genis Trani (Reggeland) y Chalart 58 (La Panchita Estudios) y con las colaboraciones de artistas como Morodo, Fyahbwoy, Rapsusklei, La Tifa o Movimiento Original.  Un trabajo que comenzó a gestarse entre viajes, conciertos y noches de inspiración, cuidando hasta el último detalle y creado con mucho amor, algo que ha quedado fielmente plasmado en el resultado final de “AHORA”.

## Lista de canciones
1. La Cura
2. La Vida Va
3. El Regalo de Vivir
4. Escribe Tu Historia (con Morodo)
5. No Me Voy a Rendir
6. Por Siempre Jamás
7. Suspiros
8. El Viaje (con La Tifa)
9. Fuego Verde
10. Estamos Reday (con Fyahbwoy)
11. Cuando Salga el Sol (con Movimiento Original, Tiano Bless y Rapsusklei)
12. Momentos
13. Nubes de Cristal
14. A Veces